# Canal Ofqui
El canal Ofqui fue un proyecto para la construcción de un canal artificial que sirva como paso de naves menores entre el canal Moraleda y el golfo de Penas, un trayecto que las naves deben hacer actualmente saliendo a mar abierto para circunvalar la península de Taitao. El proyecto se comenzó a construir a mediados del siglo xx, pero dificultades técnicas y financieras así como dudas sobre las ventajas de la construcción llevaron a la suspensión de los trabajos antes de su término.
El trayecto a través del proyectado canal es 98 km más corto que el viaje que bordea la península de Taitao.: 765 

## Geografía y navegación
El canal Moraleda y el canal Messier permiten la navegación a lo largo de las costas chilenas por aguas interiores desde la isla de Chiloé hasta la entrada oeste del estrecho de Magallanes. Las aguas interiores protegen a los navegantes de las inclemencias de la mar abierta.
Sin embargo, la península de Taitao interrumpe la via interior y obliga a las naves a salir a alta mar para continuar el trayecto. A pesar de su gran extensión, la península tiene entre la laguna San Rafael (el extremo más austral de la via interior accesible desde el norte) y el río San Tadeo, que nace casi al borde de la laguna y desemboca en el golfo de Penas, un ancho de solo dos o tres kilómetros.

## Historia

Tres posibles cruces del istmo de Ofqui para embarcaciones livianas que puedan ser arrastradas por tierra. El canal Ofqui era la apertura del paso por tierra de la llamada senda norte, en color lila.

En tiempos antes de la colonia los pueblos indígenas que habitaban Chile acostubraban utilizar caminos o atajos que permanecieron desconocidos para los colonizadores como por ejemplo el camino entre el río Azopardo y la bahía Yendegaia que fue conocido a los chilenos recién a principios del siglo XX y que hoy debe ser unido por la Senda de penetración Vicuña – Yendegaia. Es sabido que los chonos cruzaban la península de Taitao con sus livianas dalcas desarmadas y las volvían a armar al otro lado para continuar su viaje por las vías marinas. Tales atajos eran llamados "desechos" en lenguaje coloquial.
Las dificultades de un viaje por mar abierta frente a la península de Taitao quedaron de manifiesto a los marinos ingleses del HMS Wager que naufragó el 14 de mayo de 1741 y que tras un motín intentaron cruzar por mar hacia el norte, pero una y otra vez debieron volver a la isla por las inclemencias del tiempo. Finalmente fueron recogidos por indígenas que los llevaron en sus dalcas a Chiloé. La dramática odisea de los náufragos es relatada por John Byron en el libro The Narrative of the Honourable John Byron (Account of the Shipwreck of The Wager; and the Subsequent Adventures of Her Crew publicado en 1768.

### Expediciones al sur de Chiloé durante la colonia
Por las diferentes descripciones, distancias y alturas que aparecen en los informes de viajes, se supone que existieron varias vías diferentes para cruzar por tierra que separa la laguna San Rafael y el golfo de Penas. Estas vías combinaban el viaje por los canales y ríos, el cruce a pié de las colinas que forman la divisoria de aguas y la continuación del viaje por los canales y ríos.

### Senda Lago Presidente Ríos
El autor Vázquez Caballero sostiene que el verdadero cruce del istmo de Ofqui que seguían los Chonos ocurría a través del río Presidente Ríos, lago Presidente Ríos y de allí por tierra hasta el río Negro que continuaba a través del río San Tadeo hasta el paso Expedición, que es el estuario del río San Tadeo, hasta llegar al golfo de Penas.
Según Byron (que no es el poeta J. Byron) fueron llevados por indios a través de un río y debieron arrastrar el sus canoas hasta llegar nuevamente a aguas navegables. Esto hace suponer que su travesía fue a través del río San Tadeo para llegar al lago Presidente Ríos. Dado que Byron no menciona ni el impresionante glaciar San Rafael ni los témpanos del río del río Témpanos y sus tiempos de viaje son muy diferentes a los de la vía por la laguna San Rafael, se estima que su viaje fue a través del lago Presidente Ríos.

### Senda Río Negro-Laguna San Rafael
Esta vía es la que ingresaba (o salía) por la ribera oeste de la laguna San Rafael. Para ello, tras llegar a la confluencia de los ríos Lucac y Negro, remontaba el río Negro hasta su punto más cercano a la ribera de la laguna San Rafael y allí se cruzaba a pie y arrastrando las dalcas hasta la laguna. La travesía cruzaba también la laguna San Rafael, el río Témpanos y el fiordo Elefantes.

### Senda Río Lucac
Esta vía ingresaba o salía de la ribera sur de la laguna San Rafael. Para ello remontaba el río Lucac hasta el punto más cercano a la ribera de la laguna y allí se cruzaba a pie y arrastrando las canoas hasta la laguna. La travesía cruzaba también la laguna San Rafael, el río Témpanos y el fiordo Elefantes.

## Causas y razones del proyecto
Los primeros exploradores españoles estuvieron interesados en saber si existía un paso al océano Atlántico menos peligroso que el estrecho de Magallanes o el paso de Hoces.[cita requerida]
Otra razón fue la necesidad de tener vías de transporte eficaces para promover el poblamiento y la explotación económica de la zona.: 6 
Debido a las disputas territoriales entre Chile y Argentina, el gobierno chileno buscó conocer mejor la geografía de la zona para defender sus derechos. Dado que el único acceso posible eran los ríos continentales, se enviaron varias expediciones para cartografiar la zona limítrofe. Estas entraban a la zona cordillerana a través de los ríos que desembocan en el océano Pacífico.: 9 
Otro factor que impulsaba una mejora considerable de las vías marítimas al sur era el deseo de la Armada de Chile de utilizar los canales interiores para su flota "sutil", es decir naves livianas como torpederas y destructores. La marina deseaba la construcción de una base logística en la bahía de San Quintín,: 10  que es considerada la mejor bahía de la zona.: 4 
El año 2017 un grupo de empresarios puso en marcha un proyecto de infraestructura para consolidar la zona como polo turístico de nivel mundial. Entre los varios planes se estudió la posibilidad de reiniciar la apertura del canal.

## Consideraciones técnicas, ecológicas y económicas

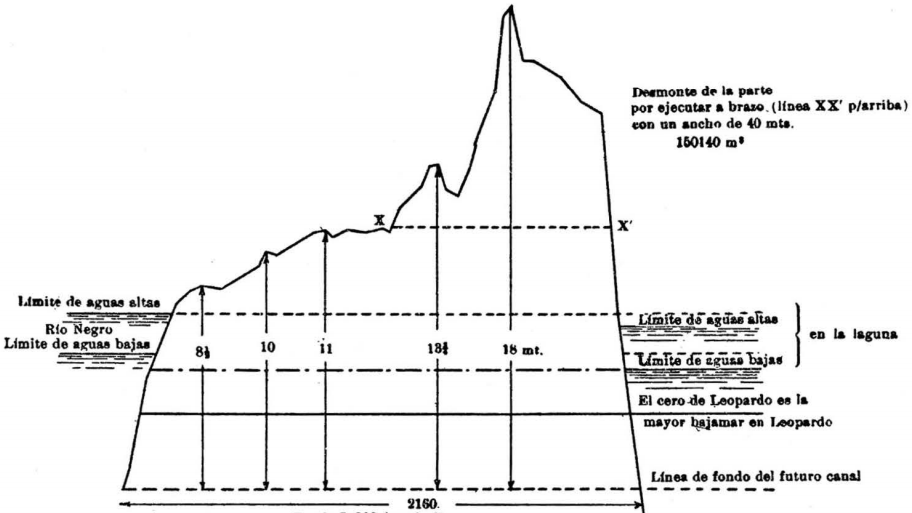
Esquema del corte longitudinal del proyecto presentado en una conferencia de Enrique Cordovez en 1935.

Para el funcionamiento del canal se deben resolver varios problemas de diferente índole como la hidrografía e hidráulica que involucran corrientes, mareas, el ancho y profundidad del canal que eventualmente debe ser dragado, balizamiento. A ello se agregan las consecuencias sobre la ecología de la zona: el efecto (mecánico) de nuevas corrientes de agua sobre las riberas, el efecto de la mezcla de aguas de diferente temperatura sobre los hielos del glaciar, el efecto sobre la flora y fauna de los cambios mencionados y también del corte de la comunicación natural que es el istmo.: 7 
Todos los observadores de la zona han constatado un hundimiento del suelo ocurrido en algún momento reciente de la historia natural, que ha sido la causa de los árboles muertos semisumergidos en algunos márgenes del cruce.: 12–13 
Aún en caso de resolver satisfactoriamente los desafíos técnicos y ecológicos, queda por dilucidar si la empresa es rentable económicamente y si es la mejor inversión social para la zona. Para ello se comparan soluciones o proyectos alternativos.
En 1937 la Fuerza Aérea de Chile logró establecer la "Línea Experimental Puerto Montt-Magallanes" con dos hidroaviones de la Sikorsky Aircraft Corporation, pero el programa fracasó aunque sería reiniciado posteriormente.

## Prospecciones de 1905
El año 1905 la Dirección General de la Armada dispuso el envío de dos naves para cartografiar en detalle la zona y emitir un informe sobre la apertura de un canal. El capitán de fragata Guillermo García-Huidobro con la cañonera Pilcomayo fue encargado de cartografiar la zona río Témpanos, laguna San Rafael y el río San Tadeo. Baldomero Pacheco, con la cañonera Magallanes estudió la parte sur, es decir la bahía de San Quintín y el golfo de San Esteban.
Sin embargo García-Huidobro y Pacheco llegaron a diferentes conclusiones. García-Huidobro consideró factible y provechosa la apertura de un canal a través de la senda norte (Laguna San Rafael-río Negro). Baldomero Pacheco, por el contrario, consideró onerosa para el país la construcción de paso y puso en duda su factibilidad, según el, a causa de la variabilidad de los caudales de los ríos, su interacción con las mareas, los embanques fluviales, la obstrucción por témpanos, lo que disminuiría la cantidad de naves.

## Comisión Ofqui de 1910
Tres años más tarde, el gobierno chileno comisionó al ingeniero belga Emilio de Vidts para hacer un detallado estudio cartográfico y orográfico de la zona, con sus niveles, mareas y corrientes. Se incluyeron, a la vez, numerosos sondajes geológicos y estudios de trazados.
El ingeniero propuso al gobierno un proyecto para excavar el istmo en un tramo de 2000 m y dragar los ríos Negro y San Tadeo en algunas partes para obtener una vía con 5 m de profundidad, además de obras de seguridad y acceso como rompeolas balizamiento. La obra permitiría el paso de naves menores de hasta 300 toneladas de desplazamiento.
En 1931 el gobierno designó a un oficial de la Armada, capitán de fragata Gastón Kulczewski, para evaluar en terreno las propuestas de De Vidts. Kulczewski hizo acabados estudios de los documentos reunidos hasta entonces y, después de visitar la zona recomendó al gobierno no abrir el canal porque los vapores pequeños no usarán esa ruta debido a la escasa economía y a los problemas que presentan las corrientes, témpanos y embancamientos. En vista de su rechazo, el gobierno desistió del proyecto, temporalmente.: 772 : 18 

## Comisión Ofqui de 1934
Según Mateo Martinic, continuaron los vaivenes a favor y en contra del canal, dependiendo de quien, cuando y donde se vertían las opiniones. La Armada había rechazado el proyecto con el informe de Kulczewski, aunque los almirantes en retiro Luis V. López y A. Wilson apoyaban la apertura.: 19  Sectores políticos deseaban unir mejor a Magallanes con el centro y norte del país por su temor a un separatismo del extremo sur del país: 18  Entre los promotores de la idea se encontraba Pedro Aguirre Cerda, quien la consideraba una "empresa civilizadora, patriótica y de beneficio evidente".: 20 
Así fue que el gobierno de Arturo Alessandri Palma "reestructuró" la comisión Ofqui en septiembre de 1934 y el 25 de mayo de 1935 la comisión entregó su informe al Presidente de la República, en el que recomendaba la construcción del canal para embarcaciones menores, bajo un nuevo concepto, el de "navegación vecinal".: 20–21 
Las ventajas, según el informe de la (nueva) comisión Ofqui eran la seguridad de navegación interior, apertura de la zona a la explotación económica, abaratamiento del costo de vida en Magallanes, salida para los productos agrícolas de Chiloé, reducción de la distancia de navegación entre Puerto Montt y Punta Arenas en 220 km, oportunidad de trabajo en Chile para la mano de obra de Chiloé, un impulso para la construcción naval, apertura de un campo para la investigación científica y por último la apertura sería un factor de progreso para la zona austral. Las desventajas eran la limitación de la navegación a la luz del día y la restricción a solo naves menores.: 21–22 
El 2 de agosto de 1936, tras largas discusiones públicas y silencio oficial, el presidente dio a conocer su decisión de construir el canal.

## Obras de construcción 1938-1943
Al ingeniero Ángel Zanghellini, que había dirigido la construcción del túnel Las Raíces, le fue confiada la dirección de las obras.
Se instaló un ferrocarril Decauville para retirar el material extraído, se comenzó a edificar un hotel para a 50 pasajeros, se adquirió un barco para el traslado de personas y material desde Puerto Montt, se instaló un retén de Carabineros, bodega, maestranza, luz eléctrica, caminos de acceso, muelle de embarque y, por supuesto, habitación para cerca de 200 trabajadores de las obras.
Mateo Martinic observa que poco después del comienzo promisorio de las obras, cesó el flujo de informaciones oficiales sobre el tema, por lo que el recurre a visitantes de las obras para encarar datos sobre el trabajo.
En 1943 se supo de la suspensión oficial de los trabajos aduciendo la pérdida de una pala mecánica necesaria para la continuación eficaz de las obras. De los 2200 m lineales del proyecto se habían excavado 800 m y de los 360.000 m³ de tierra que debían ser removidos se movieron 153.000m³.: 34 
Una última comisión creada en octubre de 1944 recomendó en mayo de 1945 la construcción de un canal experimental solo para embarcaciones realmente pequeñas con el fin de observar el comportamiento de las corrientes, mareas y témpanos bajo la influencia de una conexión San Rafael-San Tadeo.: 36 

## Abandono del proyecto
Según Martinic, el proyecto no tuvo un consenso necesario y fue la manzana de la discordia entre detractores y promotores de la idea a lo largo del tiempo. A ello suma la falta de investigación y solución a los problemas a la navegación que causarían las corrientes, mareas y témpanos. También las naves que a principios de siglo debían temer la navegación a mar abierto, fueron quedando atrás y fueron reemplazadas por robustos barcos que rápidamente surcaban la mayor distancia y evitaban las esperas y problemas de navegación en estrechos canales.